# Earthling
Earthling (стилізований під EART HL I NG) — двадцять перший студійний альбом англійського музиканта Девіда Боуї, випущений 3 лютого 1997 року лейблами RCA Records у Великій Британії, Virgin Records у США та Arista Records/BMG в інших країнах. Здебільшого спродюсований самим Боуї, він був записаний з серпня по жовтень 1996 року в нью-йоркській студії «Looking Glass Studios». Боуї написав треки разом з Рівзом Ґабрелсом та Марком Платі, які вказані як співпродюсери, а Майк Ґарсон, Ґейл Енн Дорсі та Зак Алфорд пізніше забезпечили овердабінг.
Розвиваючи музичні стилі, раніше досліджені на альбомі Outside (1995), Earthling демонструє звучання під впливом електроніки, частково натхненне індастріал та драм-енд-бейс культурою 1990-х років, а також джангл та техно стилями. Лірично треки виражають теми відчуження та духовності. Один з них, «I'm Afraid of Americans», був реміксом для випуску як сингл Трентом Резнором із гурту Nine Inch Nails. На обкладинці зображено Боуї у пальто Юніон Джек, розробленому у співавторстві з Александром Макквіном.
«Earthling» мав кращі показники в чартах, ніж його попередник, і потрапив до першої десятки в кількох країнах. Супровідні сингли містили численні ремікси та були підтримані музичними відеокліпами. Боуї просував альбом за допомогою телевізійних виступів і під час Earthling Tour у 1997 році. Хоча альбом здебільшого був позитивно сприйнятий після релізу, пізніші рецензії вважають, що «Earthling» бракувало інновацій у той час, коли драм-н-бейс був досить поширеним явищем; інші вважають його гідним доповненням до недооціненого десятиліття. Він був перевиданий з бонусними треками у 2004 році і ремастирований у 2021 році для включення до бокс-сету Brilliant Adventure (1992—2001).

## Список пісень
Автор слів Девід Бові, автор музики Бові, Рівз Ґабрелс і Марк Платі (якщо не зазначено інше). 
| Список пісень альбому Earthling | Список пісень альбому Earthling   | Список пісень альбому Earthling | Список пісень альбому Earthling |
| #                               | Назва                             | Автор музики                    | Тривалість                      |
| ------------------------------- | --------------------------------- | ------------------------------- | ------------------------------- |
| 1.                              | «Little Wonder»                   |                                 | 6:02                            |
| 2.                              | «Looking for Satellites»          |                                 | 5:21                            |
| 3.                              | «Battle for Britain (The Letter)» |                                 | 4:48                            |
| 4.                              | «Seven Years in Tibet»            | Бові Ґабрелс                    | 6:22                            |
| 5.                              | «Dead Man Walking»                | Бові Ґабрелс                    | 6:50                            |
| 6.                              | «Telling Lies»                    | Bowie                           | 4:49                            |
| 7.                              | «The Last Thing You Should Do»    |                                 | 4:57                            |
| 8.                              | «I'm Afraid of Americans»         | Бові Браян Іно                  | 5:00                            |
| 9.                              | «Law (Earthlings on Fire)»        | Бові Ґабрелс                    | 4:48                            |
| 48:57                           |                                   |                                 |                                 |

## Чарти

### Тижневі чарти
| Чарт (1997)                        | Найвища позиція |
| ---------------------------------- | --------------- |
| Australian Albums (ARIA)           | 45              |
| Austrian Albums (Ö3 Austria)       | 15              |
| Belgian Albums (Flanders)          | 13              |
| Belgian Albums (Wallonia)          | 5               |
| Canadian Albums (RPM)              | 21              |
| Danish Albums (Hitlisten)          | 18              |
| Dutch Albums (MegaCharts)          | 19              |
| Finnish Albums                     | 12              |
| French Albums (SNEP)               | 9               |
| German Albums (Media Control)      | 11              |
| Italian Albums (Musica e dischi)   | 8               |
| Japanese Albums (Oricon)           | 20              |
| New Zealand Albums (RIANZ)         | 15              |
| Norwegian Albums (VG-lista)        | 13              |
| Шотландія Scottish Albums (OCC)    | 9               |
| Spanish Albums (Promusicae)        | 40              |
| Swedish Albums (Sverigetopplistan) | 5               |
| Swiss Albums                       | 20              |
| Велика Британія UK Albums (OCC)    | 6               |
| США Billboard 200                  | 39              |

### Річні чарти
| Чарт (1997)               | Найвища позиція |
| ------------------------- | --------------- |
| Belgian Albums (Ultratop) | 100             |

## Сертифікації
| Регіон                                             | Сертифікація | Продажі   |
| -------------------------------------------------- | ------------ | --------- |
| Японія (RIAJ)                                      | Золотий      | 100 000^  |
| Велика Британія (BPI) випуск 2003                  | Срібний      | 60 000^   |
| Підсумки                                           |              |           |
| По всьому світу                                    | —            | 1,000,000 |
| ^відвантаження, що базуються лише на сертифікаціях |              |           |